# Старооскольско-Губкинская агломерация
Старооско́льско-Гу́бкинская агломера́ция — городская агломерация на северо-востоке Белгородской области Российской Федерации, её ядро составляют города Старый Оскол и Губкин. Сформировалась путём тесного переплетения трудовых и производственных взаимоотношений двух территорий, связанных с освоением богатств Курской магнитной аномалии.

## Состав агломерации

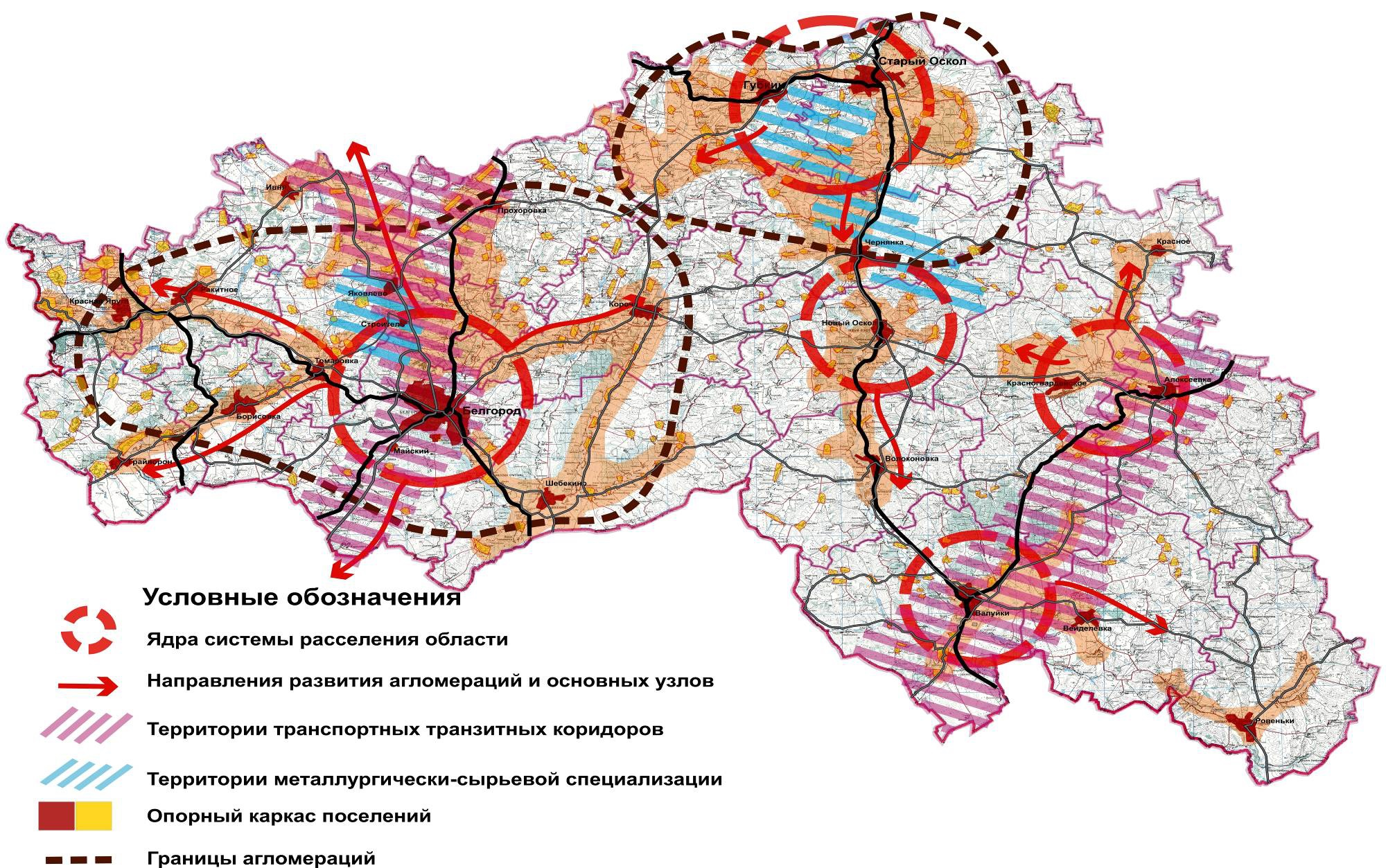
Агломерации Белгородской области согласно Стратегии социально-экономического развития Белгородской области на период до 2025 года.

Согласно Стратегии социально-экономического развития Белгородской области на период до 2025 года в состав Старооскольско-Губкинской агломерации входят следующие городские населённые пункты:
| населённый пункт           | население 1.01.2009 | население 1.01.2025 |
| -------------------------- | ------------------- | ------------------- |
| город Старый Оскол         | 221 059             | 215 937             |
| город Губкин               | 86 554              | 83 766              |
| посёлок Чернянка           | 15 110              | 14 632              |
| Городское население ВСЕГО: | 322 723             | 314 335             |

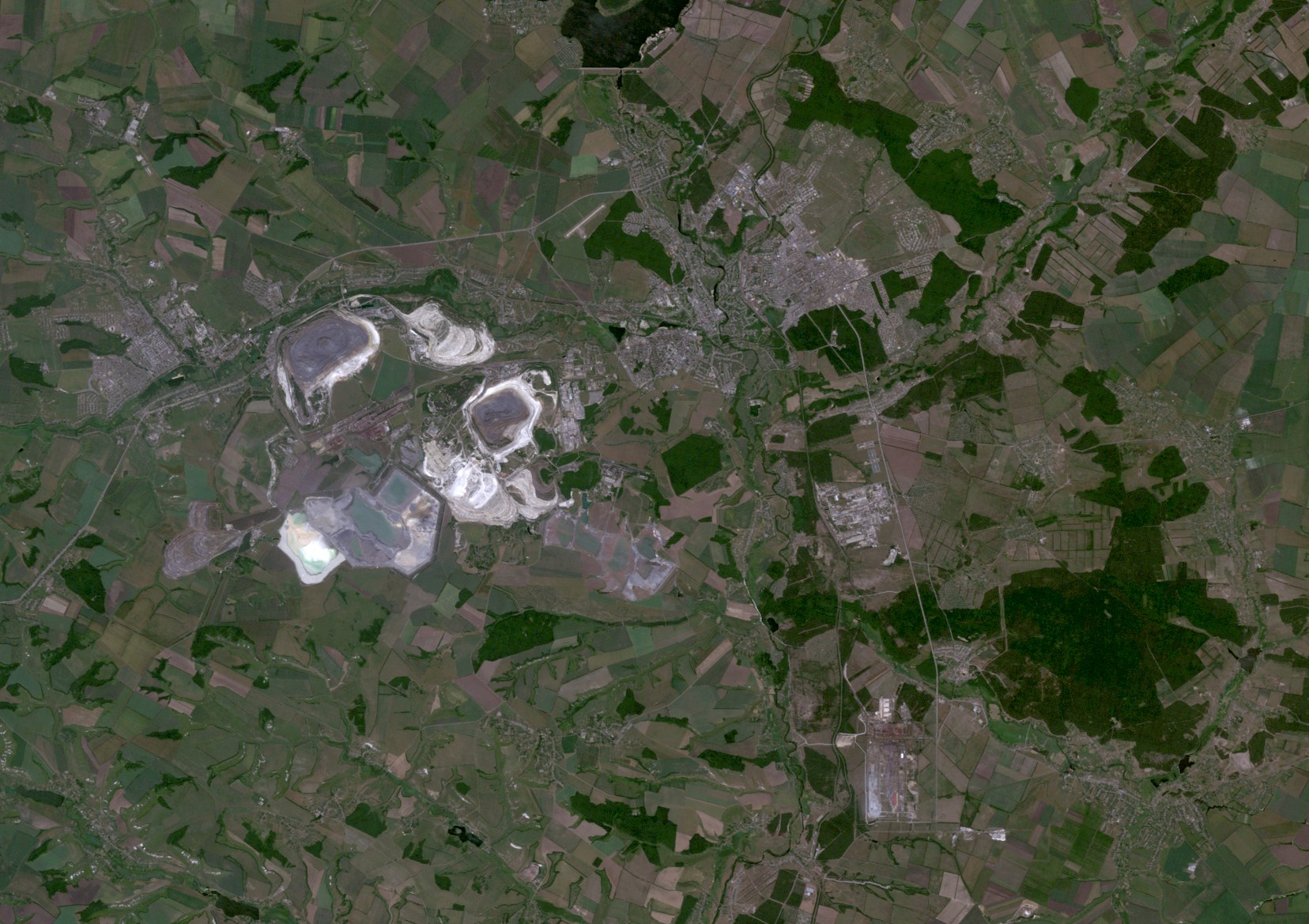
Старооскольско-Губкинская агломерация, космический снимок LandSat-5, 24 июня 2010 г.

Согласно тому же источнику агломерация включает следующие муниципальные образования Белгородской области:
| Муниципальное образование       | площадь км² | население 1.01.2009 | население 1.01.2025 | Плотность населения чел./км² |
| ------------------------------- | ----------- | ------------------- | ------------------- | ---------------------------- |
| Старооскольский городской округ | 1693,45     | 256 317             | 249 329             | 151,5                        |
| Губкинский городской округ      | 1526,62     | 120 128             | 112 690             | 80,0                         |
| Чернянский район                | 1227,47     | 32 639              | 28 991              | 26,5                         |
| ВСЕГО:                          | 4447,54     | 409084              | 391 010             | 92,4                         |

Согласно заявлению тогдашнего губернатора Белгородской области Е. С. Савченко перспективная численность населения Старооскольско-Губкинской агломерации на 2030 год составляет 500 тысяч человек. Последние годы среднегодовой прирост населения агломерации составлял 1 тысячу человек в год, для достижения перспективной цифры прирост населения должен будет составить 4,5 — 5 тысяч человек в год.